# 호쇼이 친왕
호쇼이 친왕(만주어: ᡥᠣᡧᠣ ‍ᡳ
ᠴᡳᠨ ᠸᠠᠩ Hošo-i Cin Wang, 몽골어: Хошой чин ван, 중국어: 和碩親王)은 청 제국 황실과 외번의 친왕 작위이다. 황실에서는 황제의 형제나 황자 중에서 뽑으며, 귀족 작위 중 제일 가는 작위이고, 외번에서는 칸에 이어 둘째 가는 작위이다.